# Bloodlines (EP)
|  | Denne artikel omhandler en EP af Dúné. For singlen af samme navn, se Bloodlines |
Bloodlines er den første EP fra det danske elektro-rock-band Dúné som ikke er udkommet i Danmark. Den blev udgivet i maj 2007 på pladeselskabet Sony Music Entertainment / Red Ink.
Efter at singlen "Bloodlines" i foråret 2007 blev udgivet i Europa, valget Dúné at udgive en EP af samme navn i Østrig, Schweiz og Tyskland for at støtte op om singlen. Den indeholder udover en albumversion af titelnummeret, også singlen "A Blast Beat" som kan findes på bandets første studiealbum We Are In There You Are Out Here, som udkom nogenlunde samtidig med denne EP. De tre sidste spor kan alle findes på EP'en Go Go Robot som blev udgivet i maj 2005.

## Produktion

### Personel

#### Musikere
- Sang og percussion: Mattias Kolstrup
- Keyboards, tambourine og backing vokal: Ole Björn Sørensen
- Synthesizer, guitar og backing vokal: Cecilie Dyrberg
- Guitar: Danny Jungslund og Simon Troelsgaard
- Bas: Piotrek Wasilewski
- Trommer: Malte Aarup-Sørensen

#### Produktion
- Producer: Mark Wills
- Lydmikser: Oliver Hoiness (spor 3, 4 og 5), Ole Gundahl (spor 2) og Mark Wills på spor 1.
- Komponist: Dúné, Mattias Kolstrup, Ole Björn Sørensen, Cecilie Dyrberg, Danny Jungslund, Simon Troelsgaard, Piotrek Wasilewski og Malte Aarup-Sørensen
- Tekst/forfatter: Mattias Kolstrup (spor 2, 3, 4 og 5) og Dúné på Bloodlines.[1]

## Sporliste
1. Bloodlines (album version) – 2:48
2. A Blast Beat (Safelanding Studios Session Version) – 3:03
3. Robot Beat (Go Go Robot Version) – 3:03
4. Why Discipline Control (Go Go Robot Version) – 4:10
5. Go Go Valentina (Go Go Robot Version) – 7:08